# Packard Caribbean
Packard Caribbean – model samochodu osobowego klasy luksusowej, produkowany w latach 1953–1956 przez amerykańskie przedsiębiorstwo Packard (od 1954 roku Studebaker-Packard). Sztandarowy model marki Packard, występujący w wersji luksusowego sześciomiejscowego kabrioletu, a w ostatnim roku także hardtop coupé. Produkowano je w ramach dwóch generacji, obejmujących cztery lata modelowe, określane jako 26, 54, 55 i 56 seria aut Packard. Powstało 1150 samochodów pierwszej generacji i 9666 drugiej. Napęd stanowiły silniki ośmiocylindrowe o pojemnościach od 5,4 l do 6,1 l, początkowo rzędowe, a później widlaste.

## Pierwsza generacja

### 26 seria (model 1953)
Kabriolet Caribbean zadebiutował w styczniu 1953 roku, dwa miesiące po debiucie 26. serii samochodów marki Packard, odpowiadającej 1953 rokowi modelowemu w amerykańskim przemyśle samochodowym. Zaliczał się do rodziny modeli oznaczonej serią 2631 obok dwudrzwiowego hardtopu Mayfair i kabrioletu (Convertible), lecz pozycjonowany był osobno jako bardziej luksusowy model o sportowym charakterze, powiązany z pośrednią pod względem ceny linią sedanów tej marki Cavalier, a nie podstawową Clipper. Wywodził się z koncepcyjnego luksusowego dwuosobowego modelu sportowego Packard Pan American, karosowanego przez firmę Henney Body Company i zaprezentowanego na nowojorskim salonie w marcu 1952 roku.
Konstrukcja modelu Caribbean o kodzie fabrycznym 2678 była oparta na kabriolecie Packarda (Convertible) o rozstawie osi 122 cale (3,1 m). Od zwykłego kabrioletu różnił się elementami stylistyki nadwozia, sprawiającymi bardziej sportowe i lekkie wrażenie. Ozdobna listwa u nasady okien bocznych miała „ząb” sprawiający wrażenie wciętej linii górnej nadwozia przed wybrzuszeniem tylnych błotników; również same wybrzuszenia były inne, nie zakrywające kół. Wyróżnikami modelu Caribbean była szeroka szczelina chwytu powietrza na masce oraz minimalizm ozdób, przejawiający się w braku ozdobnych listew po bokach z wyjątkiem listew ochronnych u dołu nadwozia. Jedynie srebrną listwą podkreślono wycięcia błotników. Inne były też tylne światła i łączące się z nimi małe chromowane płetwy na błotnikach. Poza tym Caribbean, podobnie jak inne modele tego rocznika, wykorzystywał nadwozie wprowadzone w samochodach Packarda z 1951 roku z niewielkimi zmianami stylistycznymi, dotyczącymi głównie atrapy chłodnicy i ozdób. Grill zachował grubą górną wygiętą chromowaną belkę o kształcie przyrównywanym do jarzma dla wołów (ox-yoke), natomiast poniżej umieszczono cieńszą równoległą wygiętą belkę, zachodzącą na boki nadwozia, na której umieszczone były okrągłe światła postojowe.
Samochód wraz z innymi modelami Packarda dzielił najmocniejszy silnik tej marki – rzędowy ośmiocylindrowy dolnozaworowy (L-head) o pojemności 327 cali sześciennych (5,4 l), z czterogardzielowym gaźnikiem, rozwijający moc 180 KM. Dostępna była standardowo trzybiegowa mechaniczna skrzynia biegów, a opcjonalnie nadbieg lub automatyczna skrzynia biegów Ultramatic z dwoma wybieranymi zakresami przełożeń do przodu: niskim i wysokim. Opony miały rozmiar 8 × 15. Caribbean otrzymał kompletne, najbogatsze wyposażenie fabryczne z wszystkich modeli Packarda, obejmujące między innymi radio, skórzaną tapicerkę, elektrycznie składany dach, elektrycznie regulowane fotele i opuszczane szyby, wspomaganie kierownicy i hamulców oraz opony z białymi ściankami i koła z chromowanymi szprychami.
Cena samochodu była wysoka i wynosiła 5210 dolarów (dla porównania cena zwykłego kabrioletu Packarda: 3486 dolarów), a wyprodukowano ich 750. Podstawowymi konkurentami na rynku amerykańskim były: Buick Roadmaster Skylark (5000$), Oldsmobile 98 Fiesta (5715$) i droższy Cadillac Eldorado (7750$).

### 54 seria (model 1954)
W grudniu 1953 roku wprowadzono na 1954 rok nieznacznie zmodyfikowane modele Packarda, oznaczane według nowego schematu jako seria 54. Packard Caribbean był teraz oznaczony kodem fabrycznym 5478 i należał do rodziny modeli 5431 wraz z kabrioletem i hardtopem, przemianowanym na Packard Pacific. Nadwozie pozostało takie samo z drobnymi zmianami ozdób. Grill pozostał taki sam, natomiast reflektory otrzymały małe płetwy na szczycie chromowanych opraw. Koła tylne były już częściowo zakryte. Caribbean w dalszym ciągu wyróżniał się chwytem powietrza na masce i brakiem ozdób bocznych z wyjątkiem zastosowanej tylko w tym modelu listwy na tylnych błotnikach, rozgraniczającej kolory w przypadku dwubarwnego malowania.
Samochód otrzymał powiększony silnik rzędowy ośmiocylindrowy dolnozaworowy o pojemności 359 cali sześciennych (5,9 l), rozwijający moc 212 KM. Silnik miał stosunkowo wysoki jak na taką konstrukcję stopień sprężania 8,7:1 i wyposażony był w czterogardzielowy gaźnik oraz posiadał głowicę ze stopów aluminium . Stanowił on najmocniejszy silnik Packarda w tym roku i był dostępny tylko przez jeden rok – był to ostatni rok stosowania przez tego producenta rzędowych silników ośmiocylindrowych przed przejściem na układ V8. Silniki produkowane były w fabryce w Utica. Dostępna była tylko automatyczna skrzynia biegów Ultramatic, wyposażona w rzadko wówczas stosowaną blokadę przekładni hydrokinetycznej, polepszającą wykorzystanie mocy i ekonomikę jazdy. Skrzynia miała dwa wybierane zakresy przełożeń do przodu: niski dla jazdy pod górę i hamowania silnikiem oraz wysoki dla normalnej jazdy. Była ceniona z uwagi na swoją konstrukcję, lecz nie zapewniała dobrego przyspieszenia ze startu zatrzymanego w położeniu dla normalnej jazdy, dlatego część użytkowników startowała z niskiego zakresu i przełączała na wysoki. W środku roku wprowadzono ulepszoną skrzynię Gear Start Ultramatic z trzema położeniami selektora, z których środkowe zapewniało automatyczne przełączenie między niskim a wysokim zakresem, przyspieszając start. Samochód nadal miał kompletne wyposażenie fabryczne, jak w poprzednim roku. Jego cena jednakże znacznie wzrosła, wynosząc 6100 dolarów, przez co Caribbean od tego roku stał się najdroższym modelem marki. Wyprodukowano tylko 400 samochodów tego rocznika.

## Druga generacja

### 55 seria (model 1955)
W styczniu 1955 roku model Caribbean przeszedł znaczną zmianę, polegająca na oparciu go na dłuższym podwoziu o rozstawie osi 127 cali (3,23 m). Zaliczony przez to został do luksusowej „starszej” (senior) linii Packarda, wraz z modelem hardtop coupe Packard 400 i sedanem Patrician. Pod względem konstrukcyjnym samochody z 1955 roku wywodziły się nadal z modelu Patrician 400 z 1951 roku, lecz zostały gruntownie zmodernizowane i całkowicie przestylizowane, otrzymując nadwozia o nowoczesnej linii, ulepszone zawieszenie i mocniejsze nowoczesne silniki w układzie V8 zamiast rzędowych ośmiocylindrowych. Caribbean, o kodzie fabrycznym 5588, pozostał od tego roku jedynym kabrioletem w gamie marki.
Autorem nowej stylistyki był stylista Packarda Richard Teague. Jej głównym wyróżnikiem były błotniki przednie o poziomym przebiegu, ze spłaszczoną maską między nimi, kończące się „kapturami” osłaniającymi pojedyncze reflektory. Cały pas przedni, z atrapą chłodnicy na całą szerokość w formie ozdobnej kraty, był nachylony do przodu, co nadawało samochodowi dynamiczny wygląd. Górna krawędź atrapy była lekko wygięta, nawiązując do poprzedniej jej stylistyki. Szyba przednia i tylna zostały silniej zagięte na boki. Błotniki tylne zostały lekko podkreślone, z fałszywymi wlotami powietrza na przedniej krawędzi, i kończyły się płetwami z pionowymi lampami na końcu. Oprócz dwukolorowych po raz pierwszy na rynku dostępne były w modelach dwudrzwiowych Packarda trójkolorowe warianty lakierowania nadwozia, charakterystyczne dla tego modelu.
Nowy benzynowy silnik V8 OHV miał pojemność 352 cali sześciennych (5,8 l) i w tym modelu, z dwoma czterogardzielowymi gaźnikami, rozwijał moc 275 KM. Była to najmocniejsza wersja silników Packarda z tego roku, dostępna tylko w modelu Caribbean. Napęd przenoszony był na tylne koła za pośrednictwem automatycznej skrzyni biegów Twin Ultramatic, a na zamówienie dostępna była 3-biegowa skrzynia manualna. Skrzynia biegów stanowiła ulepszenie skrzyni Ultramatic z poprzedniego roku, jednak początkowo cierpiała na usterki, później eliminowane. Ponownie model Caribbean jako jedyny w gamie marki posiadał całość dostępnego wyposażenia w standardzie (radio, skórzana tapicerka, elektrycznie regulowane fotele, szyby, wspomaganie kierownicy i hamulców), a jedynie można było dokupić radio wyszukujące stacje oraz barwione szyby. W zawieszeniu od tego roku wprowadzono drążki skrętne, polepszające prowadzenie i komfort. Opony miały rozmiar 8 × 15. Nowością było także przejście na instalację elektryczną 12 V.
Cena bazowa modelu nieznacznie spadła do 5932 dolarów, nadal pozostając wysoką na rynku – mimo to sprzedano aż 9127 samochodów tego rocznika. Amerykańską konkurencją pozostał jedynie Cadillac Eldorado (6286$).

### 56 seria (model 1956)
W listopadzie 1955 roku Packard zaprezentował samochody odświeżonej serii 56, na 1956 rok modelowy. Zmiany w nadwoziu były kosmetyczne i obejmowały głównie pas przedni. Atrapa chłodnicy otrzymała kratę o większych polach i nieznacznie zmienionym kształcie, co pociągnęło także zmianę paneli pod reflektorami, świateł postojowych i zderzaka z szerzej rozstawionymi kłami. Bardziej ekskluzywne stało się także wykończenie wnętrza. W tym roku oprócz kabrioletu (convertible) model Caribbean występował też po raz pierwszy jako dwudrzwiowy hardtop coupé, bardziej luksusowy od modelu Packard 400.
Napęd stanowił nowy silnik V8 o pojemności 374 cali sześciennych (6,1 l), który wyłącznie w modelu Caribbean był oferowany w najmocniejszej wersji, z podwójnym czterogardzielowym gaźnikiem, rozwijający moc 310 KM. Był to pierwszy pod względem pojemności i drugi pod względem mocy silnik na rynku w tym roku, a Caribbean był czwarty wśród amerykańskich samochodów pod względem stosunku mocy do masy. Dostępna była jedynie automatyczna skrzynia biegów Ultramatic, ulepszona i dopracowana w stosunku do poprzedniego roku. Skrzynia była fabrycznie montowana z wprowadzonym po raz pierwszy w USA wybierakiem sterowanym za pomocą przycisków elektrycznie, a nie mechanicznie. Mechanizm ten (Touch Button Ultramatic), dostarczany przez firmę Auto-Lite, oparty na silnikach elektrycznych, okazał się jednak nieudany i sprawiał problemy w eksploatacji. Ponownie model Caribbean miał pełne wyposażenie fabryczne, jak w poprzednim roku. W związku z zamkniętym nadwoziem, po raz pierwszy opcjonalnie dostępna była klimatyzacja.
Cena bazowa kabrioletu wynosiła 5995 dolarów, a hardtop był nieco tańszy – 5495 dolarów, przy czym oba były najdroższymi modelami marki. Na skutek jednak niestabilnej sprzedaży od kilku lat, przedsiębiorstwo Studebaker-Packard Corporation popadło w kłopoty finansowe i ostatecznie w czerwcu 1956 roku zaprzestało produkcji samochodów własnej konstrukcji Packarda w fabryce w Detroit. W konsekwencji wyprodukowano jedynie 276 kabrioletów (kod fabryczny 5699) i 263 hardtopy (kod fabryczny 5697). Konkurencją był Cadillac Eldorado (6556$), także dostępny od tego roku jako hardtop, oraz superluksusowy hardtop Continental Mark II (9695$). Packard Caribbean nie miał już następcy – na 1958 rok, ostatni rok produkcji samochodów tej marki, wprowadzono jeszcze model Packard Hawk z dwudrzwiowym nadwoziem hardtop coupe, lecz był on znacznie tańszy.
Kabrioletem Caribbean z 1956 roku jeździła m.in. Édith Piaf. Dwa samochody, Packard Caribbean i Patrician, zostały pod koniec 1955 roku zakupione do testów przez instytut NAMI w ZSRR i na ich stylistyce następnie wzorowano radzieckie luksusowe radzieckie limuzyny GAZ-13 Czajka i ZiŁ-111.
Obecnie kabriolet z ostatniego roku produkcji na rynku kolekcjonerskim jest najdroższym z powojennych Packardów – w 2021 roku ceny wynosiły ok. 26 tysięcy dolarów w stanie jezdnym, a w doskonałym 103 tysiące. Kabriolet pierwszej generacji kosztował odpowiednio od ok. 22 do 93 tysięcy dolarów, natomiast hardtop z ostatniego roku jest ponad dwa razy tańszy.